# El Farolito Soccer Club
El Farolito Soccer Club é uma agremiação esportiva da cidade de  San Francisco, Califórnia. Atualmente disputa a National Premier Soccer League.

## História
Fundado em 1985, o El Farolito disputa desde então a San Francisco Soccer Football League. Em 1993, sob o nome de Club Deportivo Mexico, vence seu principal torneio, a National Challenge Cup.
No dia 20 de novembro de 2017, a equipe anunciou que vai se transferir para NPSL em 2018.

## Títulos
Campeão Invicto
| NACIONAIS      | NACIONAIS                            | NACIONAIS | NACIONAIS                                                     |
|                | Competição                           | Títulos   | Temporadas                                                    |
| -------------- | ------------------------------------ | --------- | ------------------------------------------------------------- |
| Estados Unidos | National Challenge Cup               | 1         | 1993                                                          |
| MUNICIPAIS     |                                      |           |                                                               |
|                | Competição                           | Títulos   | Temporadas                                                    |
| Estados Unidos | San Francisco Soccer Football League | 9         | 1991-92, 1992–93, 1995–96, 1999, 2001, 2003, 2012, 2015, 2017 |